# ラカイン語
ラカイン語（英語: Rakhine language、ビルマ語: ရခိုင်ဘာသာ）は、シナ・チベット語族に属する言語である。ヤカイン語、アラカン語とも呼ばれる。
話者は主にミャンマーのラカイン州に居住するラカイン族（アラカン族）の人々である。隣国のバングラデシュやインドにも存在しており、バングラデシュのマルマ族が話すマルマ語とは言語学分類的に近い関係にある。話者数はそれぞれ、約300万人（ミャンマー）、約20万人（バングラデシュ）、3万2千人（インド）で、総話者数は334万6千人である。ただし、エスノローグによれば総話者数は76万5千人である。

## 古字
- 以下にラカイン語の35個の子音字を示す。これらはヴァイシャリ時代の327年から818年に用いられたものである。

| (Ka Gyi)        | (Kha Ngay)      | (Ga Gwe)        | (Kha Kyauk Shay)   | (Ng)      |
| (Sa Lone)       | (Sa Lim)        | (Za Gwe)        | (Sith Myahain Swe) | (Nya)     |
| (Tha Thi Cheik) | (Hta Wan Khwe)  | (Tar Than Kauk) | (Dh Yi Hmot)       | (Na Gyi)  |
| (Ta Wan Tat)    | (Ta Wan Si)     | (Da Zwe)        | (Dh Wan Yup)       | (Na Ngay) |
| (Pa Oo Sauk)    | (Fa Phauk Leik) | (Ba Lone)       | (Ba Bone Yap)      | (Ma)      |
| (Ya)            | (Ya Kauk)       | (La)            | (Wa)               | (Tha)     |
| (Sya)           | (Sh)            | (Ha)            | (Ga Gyi)           | (Ah)      |

## 方言
- シットウェ方言
- チャウッピュー方言
- サンドウェ方言